# راندة عبد الفتاح
راندا عبد الفتاح (مواليد 1979-) كاتبة أسترالية معروفة بإسهاماتها في الأدب الخيالي والواقعي ومدافعة قوية عن حقوق الشعب الفلسطيني وحقوق الإنسان بشكل عام، تركز الكثير من عملها على الهوية وما يعنيه أن تكون مسلمًا في أستراليا. نُشرت روايتها الأولى "هل تبدو رأسي كبيرة في هذا؟؟" عام 2005، ونُشرت "بلوغ سن الرشد في الحرب على الإرهاب" عام 2021.

## حياتها وتعليمها
ولدت راندا عبد الفتاح في سيدني بأستراليا في 6 يونيو 1979. نشأت في ملبورن وحضرت في الكنيسة الرومانية الكاثوليكية ثم في كلية إسلامية، حصلت على شهادة البكالوريا الدولية. كتبت أول رواية لها وهي مستندة إلى ماتيلد في روالد دال، عندما كانت في الصف السادس. وعندما كانت مراهقة، كتبت قصصاً قصيرة وأنتجت أول مسودة لـ «هل تبدو رأسي كبيرة في هذا»؟ في سن 18 تقريبًا.
حصلت راندا عبد الفتاح على درجة البكالوريوس في الآداب وبكالوريوس الحقوق في جامعة ملبورن. خلال هذا الوقت، كانت مسؤولة الاتصال الإعلامي في المجلس الإسلامي في فيكتوريا، وهو الدور الذي أتاح لها الفرصة للكتابة في الصحف والتعامل مع المؤسسات الإعلامية حول تمثيلها للمسلمين والإسلام. أكملت الدكتوراه في «فوبيا الإسلام». كانت راندا عبد الفتاح من المدافعين الشغوفين عن حقوق الإنسان ووقفت في الانتخابات الفيدرالية عام 1998 كعضوة في حزب الوحدة (تحت شعار: قل لا لبولين هانسون). كما كانت مهتمة بشدة بالحوار بين الأديان وكانت عضوة في شبكات متعددة الأديان. كما تطوعت راندا عبد الفتاح مع العديد من منظمات حقوق الإنسان والمهاجرين، بما في ذلك المجلس الأسترالي العربي، ومركز موارد المهاجرين الفيكتوري، ومجلس رعاية المرأة الإسلامي، وحملة حقوق الإنسان الفلسطينية، ومركز موارد طالبي اللجوء.

## عملها
كثيراً ما يُطلب من راندا عبد الفتاح للتعليق في وسائل الإعلام حول قضايا تتعلق بفلسطين أو الإسلام أو المسلمين الأستراليين. ففي التلفزيون الأسترالي، ظهرت على: Insight - SBS، وعلى Sunrise - Seven Network و 9 am (الشبكة العاشرة). وهي ضيفة في المدارس في أستراليا تخاطب الطلاب حول كتبها وقضايا العدالة الاجتماعية التي تثيرها. كانت ضيفة في مهرجانات الكتب في السويد (غوتنبرغ 2007؛ Lund's LitteraLund 2008) وماليزيا (كوالالمبور 2008). كما قامت بجولة في بروناي والمملكة المتحدة.
وصفت راندا عبد الفتاح نفسها بأنها تهتم بالكتابة عن المرأة وقد كتبت مقالات هامة عن وضع المرأة في المملكة العربية السعودية. وقالت في قضية الحجاب «أنه يجب على النساء الاحتفاظ بالحق في ارتداء ما يريدن».

## حياتها الشخصية
تُقيم راندا عبد الفتاح في سيدني مع زوجها وأطفالها الأربعة.

## كتبها
- هل تبدو رأسي كبيرة في هذا (2005)
- عشرة أشياء أكرهها عني (2006)
- عندما كان للشوارع أسماء (2008)
- قانون نوح (2010)
- صانع الصداقة (2011)
- لا جنس في المدينة (2012)
- عندما قابل مينا مايكل (2016)

## وصلات خارجية
- Official Website
- RandaAFAuthorعلى تويتر.
- Interview on Insideadog
- Kathleen Mitchell Award